# 鶴田六郎

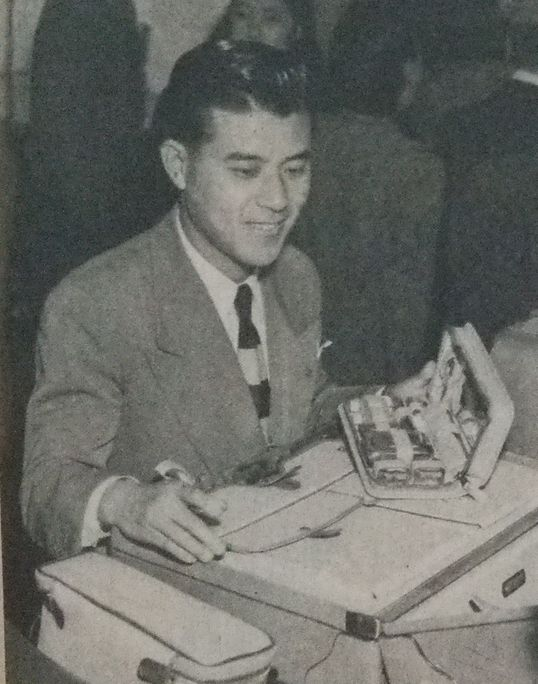
1950年

鶴田 六郎（つるた ろくろう、1916年11月10日 - 1997年3月30日）は、日本の歌手。山口県大島出身。

## 経歴
沈没した戦艦陸奥の記念館や、作詞家星野哲郎の出身地で有名な山口県大島出身。岩国中学卒業後、日本大学学芸術科に進み、同時に声楽を勉強するために東洋音楽学校にも籍を置く。東洋音楽学校在籍時に、渡辺はま子の「忘れちゃいやよ」などのヒット曲でも知られる細田義勝に見初められ、1938年（昭和13年）5月ビクターより「晴れの土俵」でデビュー。8月「カタカナ忠義」発売。この「カタカナ忠義」は国内よりアメリカ在住の日系人たちの間で評判を取り、米国でヒットする。
その後、細田がテイチクに移籍したのに行を共にする。しかし、戦争が激しくなるにつれ将兵慰問等に駆り出されヒット曲は出せなくなってしまった。戦後ドサ回りしていたところハーモニカの宮田東峰に見出され、また古賀政男とのテイチクでの縁によりコロムビアに招かれ、「港の恋唄」のヒット曲を出す。
NHK紅白歌合戦に5回出場している（詳細は下記参照）。
また、人柄の良さでも知られ、コロムビア・トップの紹介で、作曲家になる前の市川昭介を7年もの間、居候同然に自宅に住まわせて面倒を見、世に送り出したのを始め、同じく作曲家の山路進一や山中博などもよく家に招いて指導したり、何くれとなく面倒を見ていることは、業界でも知られている。
晩年はカラオケ教室や、カルチャーセンターで歌の指導を行った。1997年（平成9年）3月30日、肝臓癌のため死去。享年80。

## 代表曲
- 晴れの土俵(昭和13年5月)－デビュー曲
- カタカナ忠義（昭和13年8月）－初ヒット曲
- 誉れの馬車（昭和15年11月）
- 港の恋唄（昭和24年5月1日）
- 右門旅すがた（昭和24年8月）－東宝「右門捕物帖謎の八十八夜」主題歌
- 恋の三度笠（昭和24年10月）
- 悲恋の都（昭和25年4月20日）
- 街かどの木陰で（昭和25年6月15日）－コロムビア創立40周年記念作品
- 高原の宿（昭和25年10月15日）－林伊佐緒の曲とは別曲
- さすらいのギター（昭和25年9月）共演：近江俊郎、高倉敏－松竹「女性三重奏」主題歌
- 航海シャンソン（昭和26年5月10日）−第2回NHK紅白歌合戦出場曲
- 利根の小舟（昭和26年4月）
- 長崎の精霊まつり（昭和26年10月20日）
- 君さそうグリーンベルト（昭和26年10月）
- 君よ嘆きは捨て給え（昭和27年3月5日）－東映「酔いどれ歌手」主題歌
- 港の縄のれん（昭和27年12月10日）
- ぎやまん物語（昭和28年1月15日）
- 瀬戸の花嫁（昭和28年3月20日）－コロムビア新人コンクール課題曲
- ハワイ・シャンソン（昭和28年10月15日）
- 天下の為さん（昭和30年3月20日）－原案は須田寅夫の小説「天下の為さん」。第6回NHK紅白歌合戦出場曲
- 伊豆の船頭さん（昭和32年1月15日）

## NHK紅白歌合戦出場歴
| 1951年（昭和26年）/第1回                                    | 港の恋唄       | 菅原都々子 |
| 1952年（昭和27年）/第2回                                    | 航海シャンソン | 平野愛子   |
| 1953年（昭和28年）/第3回                                    | 長崎の精霊祭り | 乙羽信子   |
| 1953年（昭和28年）/第4回                                    | 港の恋唄       | 小唄勝太郎 |
| 1955年（昭和30年）/第6回                                    | 天下の為さん   | 荒井恵子   |
| - このうち、第6回のラジオ中継の音声が途中からだが現存する。 |                |            |

## 主な出演

### 映画
- 飛ぶ唄（1946年、大映）
- のど自慢三羽烏（1951年、大映）
- 月が出た出た（1951年、新東宝）
- 稲妻草紙（1951年、松竹）
- 酔いどれ歌手（1952年、東映）
- 伊豆の艶歌師（1952年、松竹）
- 明日は月給日（1952年、松竹）
- 母子鶴（1952年、大映）
- トコ春じゃもの（1953年、大映）
- 地獄太鼓（1953年、大映）
- 憧れの星座（1953年、東映）
- よい婿どの（1954年、東宝）
- 弥次喜多金比羅道中（1954年、新東宝）
- 満月狸ばやし（1954年、東映）
- 大江戸出世双六（1955年、松竹）

### テレビ
- なつかしの歌声（テレビ東京）